# بوماك
البوماك أو البوماكس أو البوماتسي (بالبلغارية: помаци pomatsi)‏ (باليونانية: Πομάκοι)‏ (بالتركية: pomaklar)‏ أو ما يسمى بالمسلمين البلغار (българи мюсюлмани bălgari mjusjulmani)، يعرفون أيضاً باسم أهرياني Ahryani.
هم من قاطني مناطق الرودوبي الناطقين بالبلغارية وكذلك بعض القرى حول مدينة تفنن في شرق منطقة دبروجة في جمهورية بلغاريا.
أصولهم غير معروفة أو محددة ولكن يسود الاعتقاد أنهم ذو أصول بلغارية قد اعتنقوا الإسلام أثناء الحكم العثماني لمناطق البلقان. يستخدم اسم البوماك في بعض الأحيان للإشارة للتوربيش أي المسلمون السلافيون المقدونيون. يعيش البوماكيون بشكل أساسي في تركيا وبلغاريا، ولكنهم يتواجدون أيضًا في اليونان وألبانيا ومقدونيا وكوسوفو.